# Siemyśl (gmina)
Siemyśl est une gmina rurale du powiat de Kołobrzeg, Poméranie occidentale, dans le nord-ouest de la Pologne. Son siège est le village de Siemyśl, qui se situe environ 16 km au sud de Kołobrzeg et 93 km au nord-est de la capitale régionale Szczecin.
La gmina couvre une superficie de 107,44 km2 pour une population de 3 767 habitants en 2016.

## Géographie
La gmina inclut les villages de Białokury, Byszewo, Charzyno, Grabowo, Izdebno, Kędrzyno, Mącznik, Morowo, Niemierze, Nieżyn, Paprocie, Siemyśl, Świecie Kołobrzeskie, Trzynik, Unieradz, Wątłe Błota, Wędzice et Wszemierzyce.
La gmina borde les gminy de Brojce, Gościno, Kołobrzeg, Rymań et Trzebiatów.